# Các quốc gia Môn ở Myanmar
Người Môn là một trong những tộc người ở Myanmar. Trong quá khứ, người Môn ở Myanmar đã từng lập nên quốc gia riêng. Các quốc gia Hanthawaddy và Hanthawaddy Phục hưng được công nhân là có thực. Trong khi đó, sự tồn tại của Ramannadesa (Thaton) thực hay không vẫn còn chưa ngã ngũ.

## Ramannadesa
Ramanndase, nằm giữa sông Sittaung và sông Thanlwin, có thể là quốc gia đầu tiên của người Môn ở Myanmar.
Quốc hiệu là Ramannadesa. Song vì trung tâm của vương quốc là Thaton, nên nước này còn được gọi là vương quốc Thaton. Thực ra Thaton là cách gọi bằng tiếng Miến, còn gọi theo tiếng Môn là Sadhuim. Sadhuim có nguồn gốc từ Sudhammapura trong tiếng Pali, nghĩa là "ngôi nhà của thượng đế". Trung tâm này, và đôi khi cả vương quốc, hoặc với người nước ngoài là toàn bộ vùng duyên hải Myanmar xưa, cũng được gọi là Suvannabhumi ("Đất Vàng").
Theo truyền thuyết của người Môn, Vương quốc Ramannadesa thành lập vào thời Đức Phật, trải qua 59 đời vua. Cũng theo truyền thuyết của người Môn, một nhóm người tị nạn chính trị đã thành lập thành phố Pegu (Bago) vào năm 573. Nhưng có lẽ lịch sử vương quốc mới chỉ bắt đầu vào khoảng thế kỷ 9, sau khi người Môn từ phía bắc Thái Lan di cư tới Hạ Miến.
Theo truyền thuyết của người Miến, năm 1057, vương quốc Ramannadesa đã bị vương quốc Pagan thôn tính. Một nhà sư Môn tên Shin Arahan đã thuyết phục được vua Anawrahta của Pagan cải đạo sang đạo Phật Thượng tọa bộ. Theo lời khuyên của Shin Arahan, Anawrahta đã xin vua Manuha của Ramannadesa kinh Phật, nhưng Manuha từ chối với lý do không thể để sách quý vào tay kẻ ngoại đạo. Tức giận, Anawrahta đã khởi binh đánh bại Ramannadesa và mang về nước 32 bộ Tam tạng kinh cùng nhiều nhà sư và nghệ nhân Môn. Văn hóa Miến nhờ đó có sự phát triển mạnh.
Tuy nhiên, những nghiên cứu gần đây cho rằng cuộc chinh phạt vương quốc Thaton của vua Anawrahta chỉ là sản phẩm tưởng tượng của hậu thế. Có thể có cuộc viễn chinh của Anawarhta xuống Hạ Miến thật, nhưng lúc đó ở đây không có thực thể chính trị độc lập nào. Cuộc chinh phạt chỉ là để đề phòng Đế quốc Khmer, khi người Khmer đang tiến về bờ biển Tenasserim. Cuộc viễn chinh đã thúc đẩy trao đổi văn hóa, nếu không phải với người Môn thì cũng là với người Ấn Độ và người Sri Lanka, để văn hóa Miến trở nên phong phú.

## Hanthawaddy
Hanthawaddy (tiếng Myanmar: ဟံသာဝတီ ပဲခူး တိုင်းပြည်; còn gọi Hanthawaddy Pegu hoặc đơn giản là Pegu) từng là một quốc gia lớn của người Môn cai trị miền Hạ Miến (Myanmar) trong thời kỳ 1287-1539.
Khi Đế quốc Pagan sụp đổ vào năm 1287, vua Wareru đã thành lập Hanthawaddy dưới cái tên Ramanya và làm một nước chư hầu danh nghĩa của Sukhothai, và của nhà Nguyên. Đến năm 1331, quốc gia này chính thức độc lập với Sukhothai, nhưng vẫn là một liên bang lỏng lẻo của ba trung tâm quyền lực lớn trong khu vực: vùng đồng bằng Ayeyarwady, Pegu, và Martaban. Các vua của Hanthawaddy lúc đó có ít hoặc không có quyền lực gì đối với chư hầu. Martaban đã công khai vùng dậy trong những năm 1363-1388.
Dưới sự cai trị mạnh mẽ của vua Razadarit (1383 - 1422), vương quốc đã được củng cố. Razadarit đã thống nhất vững chắc ba vùng người Môn trên với nhau, và đã bảo vệ được nền độc lập của đất nước trước âm mưu thôn tính của quốc gia người Shan-Miến Ava trong cuộc chiến tranh kéo dài 40 năm (1385 - 1424), đồng thời khuất phục vương quốc Arakan ở phía tây. Chiến tranh kết thúc bất phân thắng bại, nhưng xét đến việc Ava rốt cục phải từ bỏ tham vọng phục hồi Đế quốc Pagan, thì có thể nói là Hanthawaddy đã chiến thắng. Sau đó, Hanthawaddy đôi khi còn hỗ trợ các nước chư hầu phía nam của Ava là Prome và Taungoo nổi dậy chống lại Ava, nhưng vẫn đồng thời cẩn thận để tránh bị rơi vào một cuộc chiến tranh toàn diện.
Sau cuộc chiến tranh 40 năm, Hanthawaddy bước vào thời đại hoàng kim của mình trong khi đối thủ Ava dần đi vào suy vong. Từ thập niên 1420 đến thập niên 1530, Hanthawaddy là vương quốc hùng mạnh nhất và thịnh vượng trong tất cả các vương quốc sau thời đại Pagan. Dưới sự cai trị liên tục của một loạt các vị vua anh minh - Binnya Ran I, Shin Sawbu, Dhammazedi và Binnya Ran II - vương quốc đã có được một thời kỳ thịnh vương kéo dài, với những nguồn thu lớn từ ngoại thương. Thương nhân của Hanthawaddy đã giao dịch với thương nhân từ khắp Ấn Độ Dương, làm đầy kho bạc của nhà vua bằng vàng, bạc, lụa và gia vị, và tất cả những thứ khác của nền thương mại thời tiền hiện đại. Vương quốc cũng đã trở thành một trung tâm nổi tiếng của Phật giáo Thượng tọa bộ. Nó thiết lập quan hệ chặt chẽ với Sri Lanka, và khuyến khích những cải cách mà sau này lan rộng trong cả nước.
Sự thịnh vượng của vương quốc kết thúc đột ngột. Từ năm 1535 trở đi, nó liên tục bị vương quốc Taungoo tấn công. Vua Takayutpi không thể lãnh đạo nổi vương quốc với nhiều nguồn lực và nhân lực hơn so với nước Taungoo nhỏ bé nhưng có vua Tabinshwehti anh minh và tướng Bayinnaung tài ba. Taungoo đã thâu tóm vùng đồng bằng Ayeyarwady vào năm 1538, Pegu vào năm 1539, và Martaban vào năm 1541. Năm 1550, nhân việc vua Tabinshwehti bị ám sát, Hanthawaddy đã kháng cự mạnh mẹ. Nhưng Bayinnaung đã nhanh chóng đánh bại các cuộc kháng cự vào năm 1551.
Thời kỳ vàng son của Hanthawaddy được người Môn ở Hạ Miến nhớ mãi. Vào năm 1740, khi triều Taungoo suy yếu, người Môn lại giành độc lập và lập nên nước Hanthawaddy Phục hưng.

### Danh sách các vua Hanthawaddy
1. Wareru, trị vì từ năm 1287 đến năm 1306
2. Razadarit, 1383 – 1422
3. Shin Sawbu, 1453 – 1472
4. Dhammazedi, 1472 – 1492
5. Takayutpi, 1526 – 1539

### Kinh đô
1. Martaban (1287 – 1324)
2. Pegu (1324 – 1348)
3. Martaban (1348 – 1363)
4. Donwon (1363 – 1369)
5. Pegu (1369 – 1539)

## Hanthawaddy Phục hưng
Hanthawaddy Phục hưng (tiếng Myanmar: ဟံသာဝတီ ပဲခူး တိုင်းပြည) là một quốc gia cổ của người Môn, thống trị miền Hạ Miến và một số nơi ở Thượng Miến trong một thời kỳ ngắn ngủi 15 năm (từ năm 1740 đến 1757). Quốc gia này trải qua hai đời vua, đóng đô ở Pegu (thành phố Bago hiện nay).
Vương quốc Hanthawaddy (1287–1539) và những thành tựu của nó được người Môn nhớ mãi. Khi triều Taungoo suy yếu, người Môn lại nổi dậy khôi phục quốc gia của mình, lập nên Hanthawaddy Phục hưng. Người Môn đã chọn một người Miến dòng dõi hoàng gia vì tranh chấp ngôi báu mà phải trốn chạy và giả làm một nhà sư người Môn làm vua danh nghĩa của mình.
Từ năm 1742, hàng năm, Hanthawaddy Phục hưng đều bắc tiến dọc theo sông Ayeyarwady, chiếm đồng bằng Ayeyarwady, và có lúc đánh tới Ava (Innwa hiện nay). Tuy nhiên, các cuộc chiến tranh mà Hanthawaddy Phục hưng thực hiện trong thời vua Smim Htaw Buddhaketi chỉ có quy mô nhỏ. Khi Binnya Dala lên ngôi, được sự trợ giúp của người Pháp - những người đang muốn mở rộng ảnh hưởng của mình ở Myanmar lúc đó - Hanthawaddy Phục hưng đã mở rộng quy mô chiến tranh, tấn công kinh đô Ava năm 1752, kết liễu triều Taungoo. Tuy nhiên, sau đó người Môn đã rút về củng cố Pegu, chỉ để lại một phần ba lực lượng quân đội ở Thượng Miến. Người Miến đã nhanh chóng tập hợp lực lượng xung quanh Alaungpaya và bắt đầu phản công. Alaungpaya đã đánh bại lực lượng của Hanthawaddy đến đàn áp mặc dù quân số ít hơn.
Năm 1755, Alaungpaya tiến quân về phía nam, chiếm được đồng bằng Ayeyarwady và Dagon (Yangon ngày nay). Người Pháp đã chậm trễ trong hỗ trợ Hanthawaddy, và Pegu đã rơi vào tay người Miến vào tháng 5 năm 1757. Hanthawaddy Phục hưng diệt vong.
Sau khi Hanthawaddy diệt vong. Hàng ngàn người Môn đã phải bỏ tổ quốc sang tỵ nạn ở Xiêm. Cùng với đó là sự đồng hóa của người Miến. Kết cục, người Môn chỉ còn là một sắc tộc nhỏ ở Myanmar ngày nay.